# Zone neutre
Une zone neutre en droit international est un territoire aménagé pendant un conflit, sur le territoire des belligérants, pour abriter des personnes non-combattantes (civils, blessés, malades). 
La zone neutre doit être distinguée du territoire neutre d'un État qui n'est pas partie au conflit et a choisi la neutralité.
Des zones neutres délimitées pendant une négociation peuvent perdurer. L'exemple contemporain le plus connu était celui des deux "zones neutres", l'une entre l'Arabie saoudite et le Koweït, et l'autre entre l'Arabie saoudite et l'Irak, reconnues internationalement depuis 1927 et dissoutes respectivement en 1970 et 1991.

## En Belgique
En Belgique, la zone neutre de Bruxelles est un périmètre où il est interdit de manifester. Elle inclut les principaux bâtiments ministériels, les deux chambres du Parlement et le Palais Royal. Il s'agit d'une décision initialement prise par le bourgmestre de Bruxelles Charles Buls en 1892. La zone fut dans un premier temps délimitée par la rue de Louvain, la rue Ducale, la rue Bréderode et la rue Royale et étendue par l'Art.3 de la loi du 2 Mars 1954: "Loi tendant à prévenir et réprimer les atteintes au libre exercice des pouvoirs souverains établis par la Constitution". 
Depuis 2012, la zone est délimitée par la rue Ducale, rue du Nord (de la rue de Louvain à la place Surlet de Chokier), rue de la Croix-de-Fer, rue Royale (du carrefour des rues de la Croix-de-Fer, de l’Enseignement et du Treurenberg à la place Royale), rue des Colonies (de la rue Royale à la rue du Gentilhomme), place des Palais et rue Brederode, ainsi qu’à l’intérieur de la zone délimitée par ces voies publiques. 
À noter qu'il existe deux autres zones neutres en Belgique, la première autour du siège du Parlement de la Communauté germanophone dans la ville d'Eupen et la deuxième à Namur, délimitée par la place Kegeljan jusqu'à la rue Bord de l'Eau, rue Notre-Dame (de la place Kegeljan à la rue de la Sarasse) et le côté gauche de l'avenue Baron Louis Huart (de la rue de la Sarasse à la place Kegeljan), ainsi qu'à l'intérieur de la zone délimitée par ces voies publiques.

## Sources
1. ↑  Véronique Laureys, L'histoire du Sénat de Belgique de 1831 à 1995, Édition Racine, 1999, p.352
2. ↑  « LOI - WET », sur www.ejustice.just.fgov.be (consulté le 11 mai 2021)
3. ↑  https://www.ejustice.just.fgov.be/mopdf/2012/05/08_2.pdf#Page6

- ABC du droit international humanitaire du département des affaires étrangères de la Confédération suisse